# Акторське мистецтво

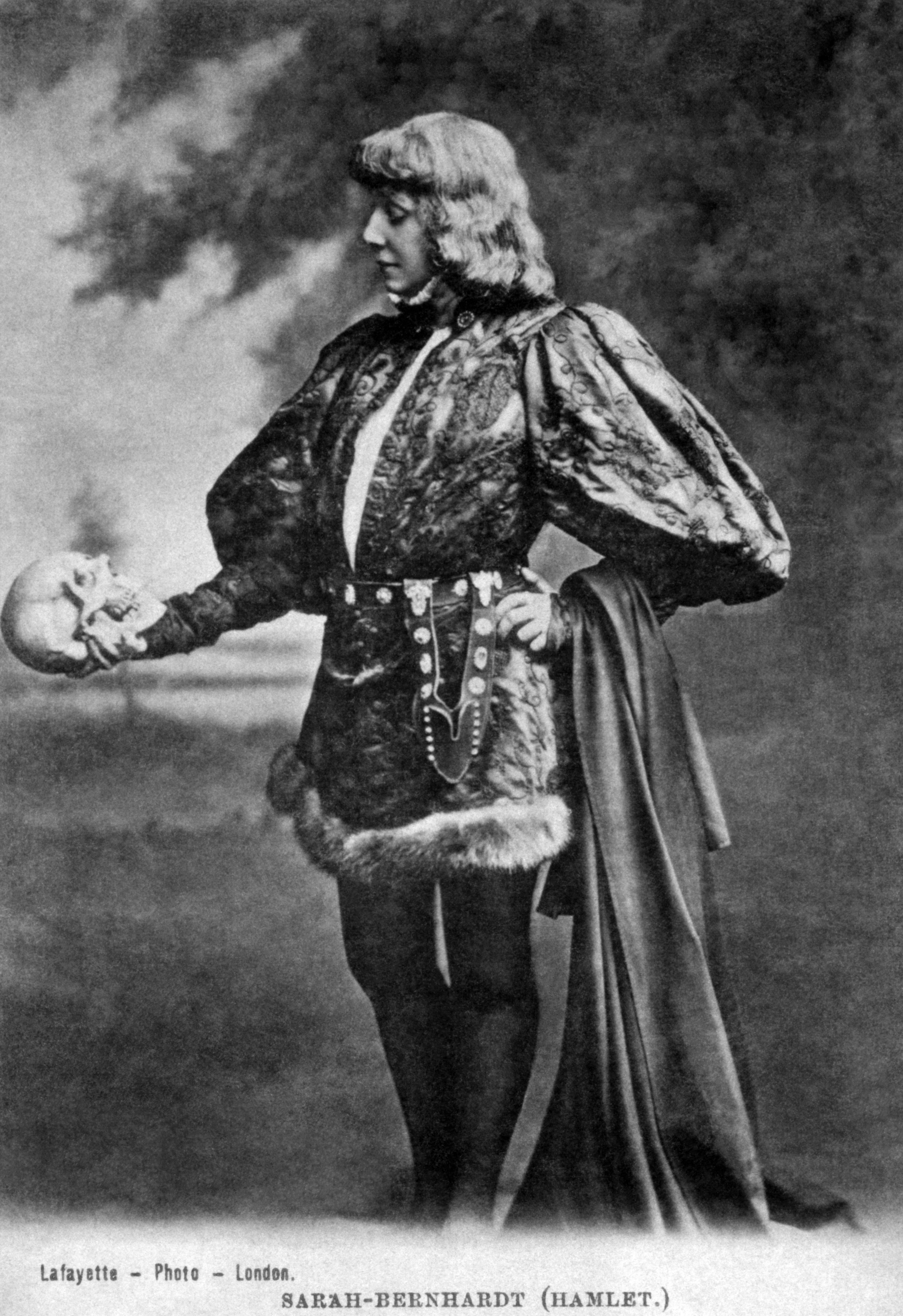
Французька актриса сцени та ранніх фільмів Сара Бернар в ролі Гамлета, приблизно початок 1880-тих

Акторське мистецтво — мистецтво театральної гри, створення художніх, сценічних образів у театрі, кіно, на телебаченні чи радіо.
Акторська майстерність покликана втілити у творі авторський задум, виявити глибину ідейного змісту твору, донести його до глядача. Загальний принцип акторського мистецтва — перевтілення. Перевтілення буває зовнішнє і внутрішнє, метод його збагнення різниться в залежності від техніки, якою користується актор, факторів зовнішнього втручання в побудові ролі (роботи партнерів, режисера, гримера і т. д.).
Робочі інструменти актора так само розрізняються як зовнішні і внутрішні.
Зовнішні (технологічні) — грим, костюм, в деяких видах театру — маска.
Внутрішні (психо-фізичні) — фізичні: тіло, пластику і моторику, голос (в тому числі дикція), музичний слух, почуття ритму; психічні: емоційність, спостережливість, пам'ять, уява, швидкість реакції, здатність до імпровізації.